# Испанская булочка
Испанская булочка (Spanisch Brötli, также Spanisch Brödli , Spanischbrötli или Spanischbrödli) — фирменная выпечка швейцарского Бадена. Состоит из двух квадратиков слоёного теста и начинки из абрикосового джема и фундука между ними. Сверху на тесте делается надрез в форме буквы «X» (крест), позволяющий выходить горячему воздуху во время выпекания.

## История
Испанские булочки впервые упоминаются в книге Сэмюэля Хоттингера 1701 года о городе и купальнях Бадена.
Испанские булочки пришли из Миланского герцогства, находившегося под властью Испании, в Баден через южную Германию в XVI веке, они получили известность в 1714 году во время Баденского мирного конгресса по вопросу итогов войны за испанское наследство.
«Брётли» были очень популярны среди богатых жителей Цюриха, но в Цюрихе продажа этого лакомства была запрещена, поэтому слугам приходилось за ночь преодолевать пешком 25 км до Бадена, чтобы купить булочки рано утром и доставить их обратно в Цюрих к завтраку.

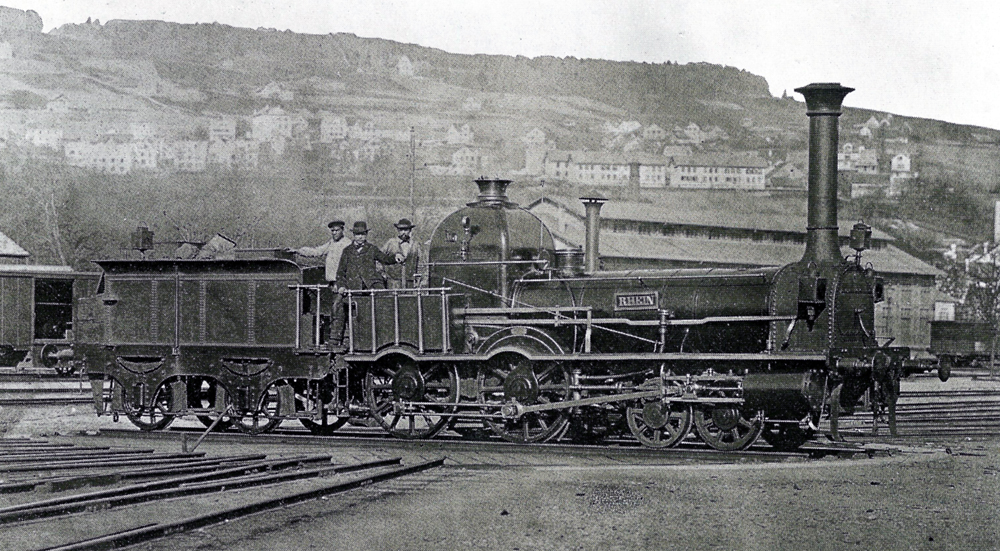
Локомотив на «Дороге испанских булочек», 1867

В 1847 году была открыта Швейцарская Северная железная дорога, соединившая Цюрих и Баден. Это позволило доставлять испанские булочки в Цюрих в большом количестве всего за 45 минут, в результате чего с тех пор эта линия стала неофициально называться «Дорогой испанских булочек» (Spanisch-Brötli-Bahn).
В XX веке эта выпечка вышла из моды и была почти забыта, пока местные пекарни не возродили рецепт в 2007 году, создав несколько новых вариантов. Эти кондитерские изделия стали продаваться под торговой маркой Spanischbrödli.